# Cúmulo Quíntuple
El cúmulo estelar quíntuple es un cúmulo denso de estrellas jóvenes y masivas ubicado a 26,000 años luz de la tierra y a solo 100 años luz del centro galáctico, se le llama quíntuple por el  poseer 5 fuentes infrarrojas prominentes, es junto con el cúmulo de Arches  los cúmulos estelares más densos y masivos de la galaxia,  debido la gran cantidad de polvo estelar en las cercanías, su observación es muy difícil, incluso para los telescopios más potentes, sin embargo es posible observarlo fácilmente por medio de los rayos x, radio y en bandas infrarrojas.
El cúmulo quíntuple es menos denso, con menos estrellas masivas y luminosas que el cercano cúmulo Arches, pero tiene el privilegio de albergar dos de las extremadamente raras variables luminosas azules, la estrella pistola y la no tan conocida qF 362, también alberga una serie se supegigantes rojas.
Según estimaciones el cúmulo estelar tiene una edad aproximada de 4.8 millones de años, lo que lo hace un cúmulo estelar bastante joven.

## Descubrimiento
El cúmulo fue identificado en 1983 como un par de fuentes infrarrojas, que más tarde fueron denominadas 3 y 4, y se  les agregó el acrónimo GCS o fuente del centro galáctico.
GCS-3 fue resuelto más tarde en otras 4 fuentes etiquetadas  como I-IV, II-IV, III-IV y IV-IV que en conjunto con GCS-4 formaron el cúmulo quíntuple compactado en pequeños objetos inusualmente brillantes, que más tarde fueron identificadas como estrellas jóvenes, luminosas y calientes rodeada de polvo estelar. Para el año de 1990 ya se habían identificado por lo menos 15 fuentes más en la región del cúmulo. Las estrellas originales se identificaron como Q1, Q2, Q3, Q4 y Q9, con Q5 y Q6 como fuentes adicionales identificadas como parte del mismo cúmulo. Todavía se consideraban protoestrellas enrojecidas por el polvo circundante.
En 1994, se identificaron varias estrellas con grandes líneas de emisión de helio en sus espectros, y otras con líneas estrechas de emisiones de hidrógeno. Estas características no son esperadas en protoestrellas y se sugirió que los objetos eran estrellas mucho más evolucionadas. Poco después, dos estrellas de la línea de emisión fueron clasificadas como estrellas Wolf Rayet, y una tercera como una Variable Azul Luminosa, que se pensaba era una de las estrellas más luminosas de la galaxia. Se identificó además un pequeño número de supergigantes rojas, lo que reduce la edad probable del cúmulo.

## Propiedades
El cúmulo es observable desde el infrarrojo a 12 minutos de arco al noroeste de Sagitario A*. Las estrellas del cúmulo y la nebulosa Pistola tienen velocidades radiales grandes y es probable que se encuentren en órbita cerca del centro galáctico, a una distancia estimada de 8 kpc y a 30 pc desde Sagitario A*.
La edad del cúmulo se estima a partir de las probables edades de las estrellas que lo componen. El mapeo de las estrellas del cúmulo da edades de alrededor de 4 millones de años. Sin embargo, se espera que estrellas como las dos (o tres) exploten como supernovas en 3 millones de años. Se ha sugerido edades entre los 3.3 y 3.6 millones de años. Otra propuesta es que las estrellas altamente masivas restantes se formaron o rejuvenecieron por interacciones binarias. La masa de los cúmulos estelares se puede medir integrando la función de masa estelar. Aunque solo se pueden detectar los miembros del grupo más masivos, la función se puede estimar en niveles más bajos, la masa del cúmulo se calcula en alrededor de 10,000 M☉.

## Estrellas principales
El cúmulo contiene varias estrellas entre las cuales 21 son del tipo Wolf-Rayet, 2 variables luminosas azules y varias supergigantes rojas. También contiene nebulosidad ionizada por estrellas calientes, ubicada entre la Nebulosa Pistola y el centro del cúmulo.
| Clase | Otras designaciones | Tipo espectral     | Magnitud aparente | Luminosidad | Temperatura (k) |
| ----- | ------------------- | ------------------ | ----------------- | ----------- | --------------- |
| 3-I   | WR 102dd            | WC9d               | +7.8              | ~ 150,000   | ~ 45,000        |
| 3-II  | WR 102dc            | WC9d + OB          | +6.7              | ~ 150,000   | ~ 45,000        |
| 3-III | WR 102db            | WC9? D             | +9.2              | ~ 200,000   | ~ 45,000        |
| 3-IV  | WR 102da            | WC9? D             | +7.9              | ~ 150,000   | ~ 45,000        |
| 4     | WR 102ha            | WC8 / 9d + OB      | +7.2              | ~ 200,000   | ~ 50,000        |
|       | V4646 Sgr           | M2 I               | +8.6              | 24,000      | 3,600           |
|       |                     | WC9d               | +9.3              | ~ 150,000   | ~ 45,000        |
|       |                     | M6 I               | +7.2              | 47,000      | 3,274           |
|       | WR 102hb            | WN9h               | +9.6              | 2,600,000   | 25,100          |
|       | WR 102ea            | WN9h               | +8.8              | 2,500,000   | 25,100          |
|       | WR 102f             | WC8                | +10.4             | ~ 200,000   | ~ 60,000        |
|       |                     | O6-8 I eq          | +9.6              | ~ 1,200,000 | ~ 35,000        |
|       |                     | O6-8 I fe          | +9.4              | ~ 1.400.000 | ~ 35,000        |
|       |                     | O6-8 I f           | +8.7              | ~ 2,500,000 | ~ 35,000        |
|       |                     | O6-8 I f (Of / WN) | +10.6             | 1,600,000   | 25,100          |
|       | Estrella Pistola    | LBV                | +7.3              | 1,600,000   | 11,800          |
|       | V4650 Sgr           | LBV                | +7.1              | 1,800,000   | 11,300          |
|       | WR 102i             | WN9h               | +10.5             | 1,500,000   | 31,600          |
|       | WR 102d             | WN9h               | +10.5             | 1,200,000   | 35,100          |
|       | V4998 Sgr           | LBV                | +7.5              | 1,600,000   | 12,00           |